# Canadisk nåleskov
De canadiske nåleskove er en af økoregionerne i i den nearktiske økozone. De tilhører bioregionen Det canadiske skjold, og de afgrænses mod nord af den canadiske tundra, mod øst af Atlanterhavet, mod syd af de tempererede løvskove og blandede skove og af prærien. Mod sydvest og vest grænser de canadiske skove op mod de tempererede nåleskove i det vestlige Canada.

## Biodiversitet
Nåleskovene i det nordvestlige Canada er præget af kølige, korte somre og meget kolde vintre. Det betyder, at der dannes skove med stedsegrønne nåletræer som de dominerende arter. Plantesamfundene er noget forskellige og spænder fra åbne nåleskove med mange lav-arter til tætte skove med Hvid-Gran (Picea glauca) i store dimensioner. Her findes dyresamfund med en stor variation inden for insekter, padder, fugle og pattedyr.

## Dominerende planter

### Træer
- Østamerikansk Lærk (Larix laricana)
- Hvid-Gran (Picea glauca)
- Sort-Gran (Picea mariana)
- Banks Fyr (Pinus banksiana )
- Balsam-Poppel (Populus balsamifera)
- Amerikansk Asp (Populus tremuloides)

### Buske
- Grøn-El (Alnus viridis)
- Læderløv (Chamaedaphne calyculata)
- Grønlansk Post (Rhododendron groenlandicum)
- Alaska- Pil (Salix alaxensis)
- Blågrå Pil (Salix glauca)
- Almindelig Blåbær (Vaccinium myrtillus)
- Canadisk Blåbær (Vaccinium myrtilloides)

### Urter
- Canadisk Rørhvene (Calamagrostis canadensis)
- Dværg-Birk (Betula nana)
- Carex aquatilis (en art af Star)
- Carex atheroides (en art af Star)
- Næb-Star (Carex rostrata)
- Mose-Bunke (Deschampsia cespitosa)
- Poa arctica (en art af Rapgræs)
- Fladstrået Rapgræs (Poa compressa)
- Eng-rapgræs (Poa pratensis)
- Bredbladet Dunhammer (Typha latifolia)

## Dominerende dyrearter
- Arktisk jordegern (Spermophilus parryi)
- Brun lemming (Lemmus trimucronatus)
- Grizzlybjørn (Ursus arctos)
- Jærv (Gulo gulo)
- Los (Lynx lynx)
- Ren (Rangifer tarandus)
- Amerikansk sneskohare, Sneskohare (Lepus americanus)
- Amerikansk sortbjørn (Ursus americanus)
- Ulv (Canis lupis)